# Paróquia de Richland
A Paróquia de Richland é uma das 64 paróquias do estado americano da Luisiana. A sede da paróquia é Rayville, e sua maior cidade é Rayville.
A paróquia possui uma área de 1 462 km² (dos quais 16 km² estão cobertas por água), uma população de 20 981 habitantes, e uma densidade populacional de 15 hab/km² (segundo o censo nacional de 2000). 